# 黄沙 (广州市)
黄沙（郵政式拼音：Wong Sha），位于廣東省广州市西濠口西邊，珠江白鹅潭北岸，廣州話讀音慣稱「枉（Wong²）」沙。因沙子呈黄色，故称黄沙滩，简称黄沙。1850年代屬恩州堡黃沙鄉。
在明朝末年，由珠江和柳波涌带来的泥沙在珠江中淤积而成的沙洲。清朝时，珠江沿岸淤积加剧，沙洲不断扩大，形成珠江北岸大片沙滩地。在19世纪50年代初，开始填江造地、建码头、筑道路，形成今天的模样。
1901年在此建有粤汉铁路总站（舊廣州南站，又名黄沙车站），随后建有黄沙码头等货运码头。由于水陆交通便利，批发鲜活商品的行业（通称“货栈”，俗称“栏头”）逐渐兴盛起来，计有生猪栏、牛栏、鱼栏、鸡鹅鸭栏、蛋栏、果栏、咸鱼栏、海味栏等。當時广州猪肉栏头大多集中在黄沙一带，時稱呼為西猪栏。原来的六二三路有全粵的米粮供应基地，与生猪栏、后面的鸡栏连成一片，形成了专门的大集市。
1938年西猪栏在日机轰炸中被毁，后迁至新堤（今沿江中路）一带营业，数量减至十二三家。到1952年，生猪行业开始了“五反”运动，西猪栏商因较多经营出口與代销业务，绝大多数都被要求退赔补税，经营因而不振，纷纷歇业。西猪栏盛況就此慢慢消失。現時黃沙水產批發市場前尚存西豬欄路。

## 邻近地方及建筑
- 廣州地鐵黃沙站
- 清平药材批发市场
- 黄沙水产品批发市场
- 广州铁路博物馆
- 沙面岛
- 领展购物广场·广州

## 交通
- 广州地铁 105 607黄沙站